# ロッキード ジェットスター
L-329/L-1329 ジェットスター
C-140
NASA所属のC-140（1981年5月21日）
- 用途：ビジネスジェット
- 製造者：ロッキード
- 運用者：アメリカ空軍など
- 初飛行：1957年9月4日
- 生産数：204機
- 生産開始：1957年
- 運用状況：現役

ロッキード ジェットスター（Lockheed JetStar）は、ロッキードのビジネスジェット。型番はL-329およびL-1329。アメリカ空軍に採用され、C-140の型番を与えられている。

## 開発
開発計画は空軍の注目を得たが、後に予算不足により離脱し、民間市場向けにロッキードの単独プロジェクトとして開発が続行された。
試作機として製造された2機はブリストル・シドレー オーフュース2基をエンジンとして装備し、1957年9月4日に初飛行した。2号機N329Kは、スリッパー・タンクを備えていたが、後の生産型と異なりこの時点ではオプションであった。その後、ロッキードはオーフュースエンジンのライセンス生産交渉に失敗し、変更することになった。N329Kはプラット・アンド・ホイットニー JT12 4基にエンジンを交換し、スリッパー・タンクは取り外されて1号機N329Jに取り付けられた。N329Jはケリー・ジョンソンの移動にしばしば使用されていた。1960年には生産型のエンジンとして採用されたJT12を装備して初飛行、翌年には納入が開始された。
一方、開発から離脱した空軍は、16機のジェットスターをC-140として調達した。1962年には5機がC-140Aとして調達され、空港の航法援助施設を検査するため、飛行点検機として用いられた。VIP機との区別は、迷彩塗装によって識別されていた。C-140Aは、ベトナム戦争-1990年代初頭まで使用された。最後に退役した機体は、イリノイ州のスコット空軍基地で展示されている。11機がC-140Bとして調達された。最初の1機はC-140Aよりも早く納入されている。軍事空輸軍団にて運用され、6機はアンドルーズ空軍基地から第89輸送飛行隊によってVIP機VC-140Bとして運用された。1970年代-80年代にかけては、エアフォースワンとして用いられたこともある。また、ドイツやカナダなど数ヶ国でも、VIP機として用いられた。
燃費の悪さとアメリカ合衆国の騒音規制により、改良型の開発が行われた。ギャレット・エアリサーチのTFE731をエンジンとして用い、外部燃料タンクを再設計したものであった。開発は成功し、TFE731-3を装備した新造機ジェットスター2として生産され、1976年-79年にかけて40機が販売された。この改良型は、航続距離、騒音、最大搭載量といった面で原型となったジェットスターよりも優れたものであった。また、ギャレット・エアリサーチによって既存機のエンジンをTF731-1に交換した、改造機731 ジェットスターも開発された。

## 構造
中程に燃料タンクを取り付けられた後退角30度の主翼、垂直尾翼に水平尾翼を取り付けた十字型の尾翼を有している。燃料タンク外側の主翼前縁にはスラットがあり、フラップは後方全体に設けられている。十字型の尾翼によって水平尾翼は、ジェットエンジンの気流から隔離されていた。垂直尾翼は基部の無塗装部分から上部が可動することで安定性を高めていた。フライング・スタビライザーと称されたこの機構は、後に大型機にも用いられるようになった。機体下部にはエアブレーキがあり、着陸時の減速を補助していた。降着装置は三脚三輪であったが、1962年の事故以降ノーズギアはダブルタイヤとなった。
ジェットスターは、42,500ポンドとこのサイズの機体としては重く、最高巡航速度は高度21,000フィートでM0.8であった。航続距離は3,500ポンド搭載時で2,500マイルとなっていた。典型的なキャビンは8席とトイレ、座席間隔を詰めることで10席での運用も可能であった。このサイズの機体としては希なことに通路を立って移動することが可能であったが、そのために通路は両サイドに位置する座席よりも低い位置となっていた。窓は比較的大きなものであった。
ジェットスター2もいくつかの変更点を除けば、旧型と変わりは無かった。機首と窓が変更されたコックピット、大型化されたエンジン、主翼上方にはみ出さず下方にまとめられた燃料タンクが外見上の差異であった。

## 型式
ジェットスター
初期型、ジェットスター1。
ジェットスター2
TFE731-3 エンジンに換装した新型。40機製造。
731 ジェットスター
TFE731-1 エンジンに換装した改造型、ジェットスター731。61機が改造された。
C-140A
飛行点検機、5機製造。
C-140B
輸送機、5機製造。
VC-140B
VIP機、6機製造。
C-140C
VC-1の型番で計画されていたアメリカ海軍型。2機の導入が計画されるも、実現せず。
T-40
練習機型、不採用。
AAI ファンスター
エンジンをゼネラル・エレクトリック CF34 2基に換装した型。1986年9月5日に初飛行、1機が改造された。

## 事故
1995年1月5日、イラン空軍の機体が緊急着陸に失敗し、乗員・乗客12名全員が死亡した。死者の中には、空軍司令"Mansour Sattari"も含まれていた。

## 採用国
- アメリカ合衆国
- インドネシア
- イラク
- イラン
- カナダ
- クウェート
- サウジアラビア
- ドイツ
- メキシコ
- リビア

## 要目

### ジェットスター2

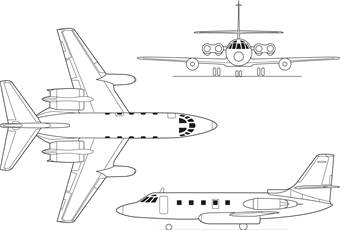

出典: Lockheed Aircraft since 1913
諸元
- 乗員: 2名、客室乗務員1名
- 定員: 8または10名
- 全長: 18.41m （60ft 5in）
- 全高: 6.22m （20ft 5in）
- 翼幅: 16.59m（54ft 5in）
- 翼面積: 504m2 （542.5ft2）
- 空虚重量: 11,226kg （24,750lb）
- 運用時重量: 18,840kg （41,535lb）
- 最大離陸重量: 20,185kg （44,500lb）
- 動力: ギャレット TFE731-3 ターボファン、16.5kN （3,700lbf）  × 4

性能
- 最大速度: 883km
- 巡航速度: 811km
- 航続距離: 4,820km （2,995マイル）
- 実用上昇限度: 13,105m （43,000ft）
- 上昇率: 4,150ft/分 （21.1m/秒）